# Kirkstall
Kirkstall ist ein Ort in der City of Leeds in West Yorkshire, England.

## Geographie
Kirkstall liegt westlich der Innenstadt von Leeds. Nachbarorte sind Bramley im Westen, Hawksworth und West Park im Norden, Headingley und Burley im Osten sowie Armley im Süden. Durch den Ort verlaufen die Fernstraße A65, die Eisenbahn zwischen Leeds und Skipton, der Fluss Aire und der Leeds and Liverpool Canal. Kirkstall liegt auf der Straße gemessen sowohl von London als auch von Edinburgh 200 Meilen (320 km) entfernt.

## Geschichte
Kirkstall Abbey wurde im 12. Jahrhundert von Zisterziensern aus Fountains Abbey gegründet. Das Land stellte Henry de Lacey, Baron von Pontefract, zur Verfügung. Im 13. Jahrhundert begründeten die Mönche eine Wassermühle, aus der sich im 16. Jahrhundert Kirkstall Forge entwickelte, die als Englands ältestes Eisenwerk gilt. Damit beansprucht Kirkstall, der älteste kontinuierlich genutzte Industriestandort Großbritanniens zu sein. Die Klosterinsassen betrieben ferner Weberei und Töpferei und verarbeiteten Leder, Blei und andere Metalle.
1539 wurde das Kloster aufgelöst und verfiel seitdem. Im Englischen Bürgerkrieg zerstörten royalistische Truppen die Brücke über die Aire und zwangen die Truppen des Parlaments zum Umweg über das stromaufwärts gelegene Apperley Bridge, bevor sie im Januar 1643 Leeds zurückerobern konnten.
Im späten 18. Jahrhundert nahm Kirkstall Forge die Fertigung von Schaufeln und Spaten auf, 1830 wurde hier eine Eisenbahn gebaut, die die Ausweitung der Produktion beförderte. Im Ersten Weltkrieg wurden Achsen für Militärfahrzeuge hergestellt, danach für zivile Fahrzeuge wie Lastkraftwagen und Busse. 2002 wurde die Achsenproduktion nach Indien und Spanien verlegt, womit dieser Industriezweig in Kirkstall zum Erliegen kam. 2008 wurden die meisten Gebäude auf dem Gelände abgerissen.
Das Druckereigewerbe hat gleichfalls eine lange Tradition in Kirkstall, und obwohl es ebenfalls einen Rückgang erfuhr, sind noch einige Druckereien in Betrieb.
Ein zunächst kohle-, später ölgefeuertes Kraftwerk war bis 1976 in Betrieb und wurde in den 1980er Jahren abgerissen.

## Bauwerke

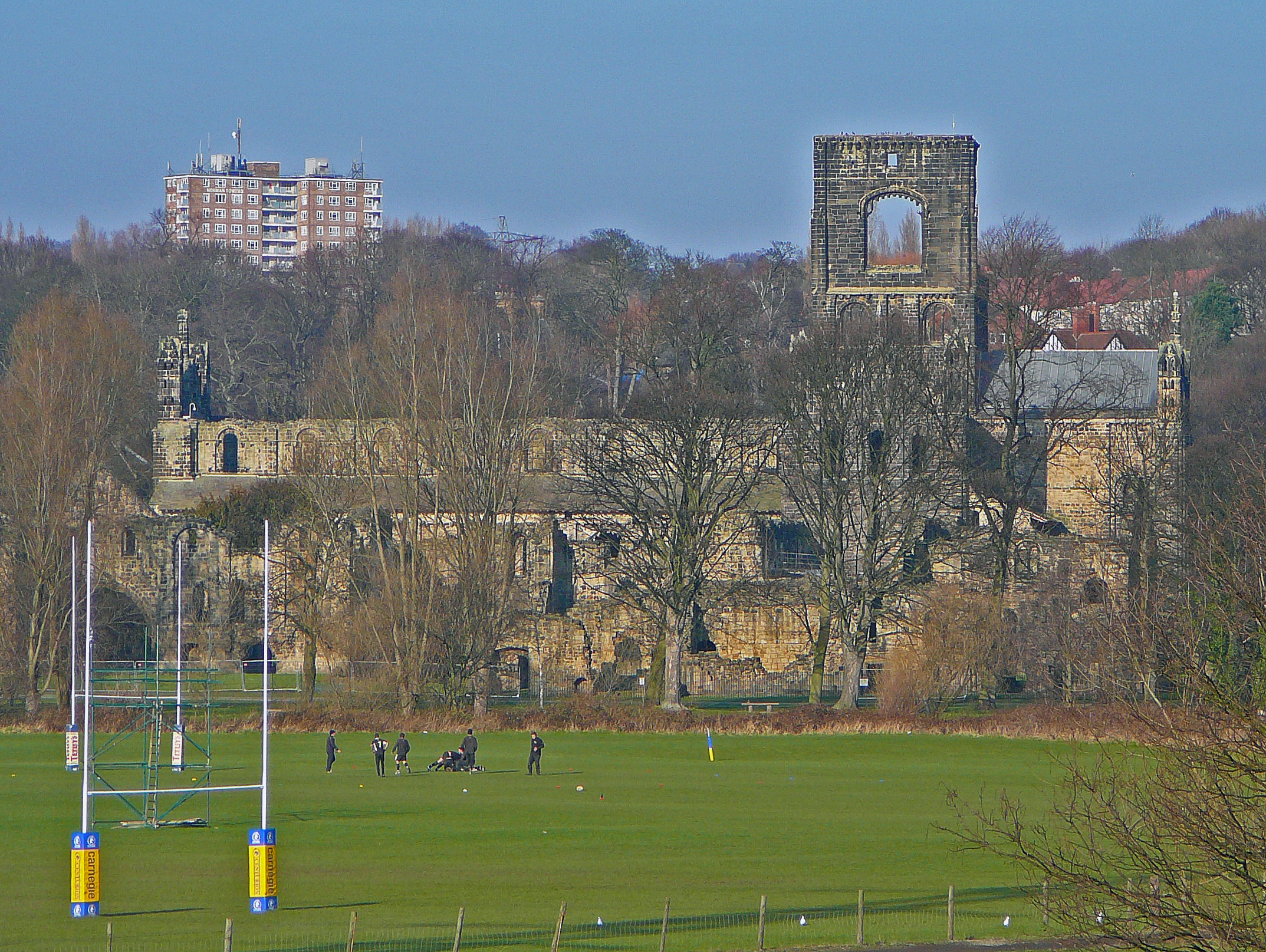
Kirkstall Abbey

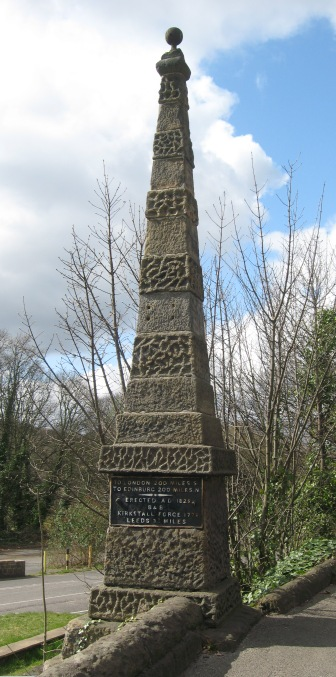
Obelisk an der A65

Die Ruinen von Kirkstall Abbey, heute in einem öffentlichen Park gelegen, sind die bedeutendste Sehenswürdigkeit des Ortes. In unmittelbarer Nähe befindet sich das denkmalgeschützte Abbey House Museum mit nachgestellten Straßenszenen aus dem viktorianischen England. Ein weiteres bedeutendes Bauwerk ist die denkmalgeschützte St.-Stephens-Kirche in Morris Lane. An der A65 steht ein Obelisk, der Kirkstall als den zu London und Edinburgh äquidistanten Ort markiert. Auf dem Gelände der 1983 stillgelegten Brauerei entstanden unter Nutzung vorhandener denkmalgeschützter Gebäude ab 1994 moderne Studentenwohnheime.

## Verkehr

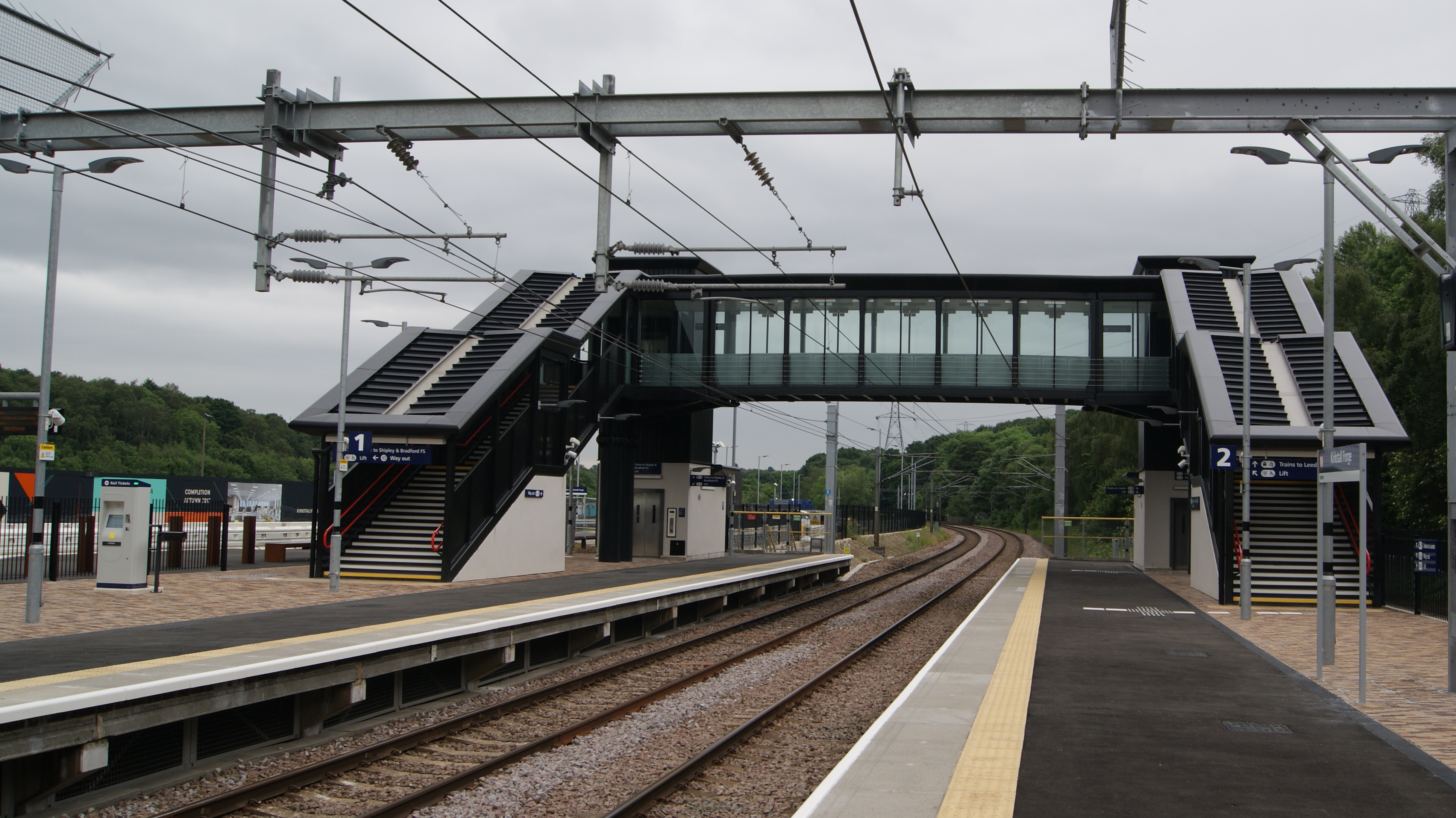
Bahnstation Kirkstall Forge

Neben der A65 zwischen Leeds und Kendal in Cumbria bestehen Straßenverbindungen Richtung Bradford und Harrogate sowie in die umliegenden Orte. Kirkstall hat eine Bahnstation an der Airedale Line (Kirkstall Forge, wiedereröffnet am 19. Juni 2016), und die Station Headingley an der den Ort im Nordosten tangierenden Harrogate Line ist nur wenige Gehminuten entfernt. Zwischen Leeds und Kirkstall verkehrte von 1872 bis 1959 eine Straßenbahn. Heute wird der öffentliche Nahverkehr durch Busse bedient, die Kirkstall unter anderem mit Leeds, Bradford, Halifax, Pudsey, Seacroft, Otley und Keighley verbinden. Die Abbey Light Railway verband von 1976 bis 2012 an Wochenenden Bridge Road mit Kirkstall Abbey.